# Monument aux morts de Langogne
Le monument aux morts de Langogne (Lozère, France) est consacré aux soldats de la commune morts lors des conflits du XXe siècle.

## Caractéristiques
Le monument est érigé dans le centre de Langogne, sur la place de la Halle, devant les halles de Langogne. Il est constitué d'un groupe statuaire en bronze : un poilu casqué, en uniforme, gisant sur une gerbe de laurier et enveloppé dans un drapeau français qui lui sert de linceul. Accroupie à ses côtés, lui tenant la tête de la main droite et lui montrant le ciel de la gauche, une allégorie féminine, visiblement Jeanne d'Arc : elle porte un casque médiéval et une croix pattée lui tient lieu d'auréole. Elle porte une robe brodée de fleurs de lys et une épée,.
Le groupe statuaire repose sur un piédestal en granite. L'ensemble, entouré d'une grille en fonte, mesure 3,2 m de hauteur pour 5 m de largeur et 4 m de profondeur.
Les différents éléments religieux (Jeanne d'Arc, croix), voire monarchistes (fleurs de lys), sont plutôt inhabituels pour un monument aux morts érigé dans l'espace public français au sortir de la Première Guerre mondiale.
Le piédestal du monument porte les noms des soldats de la commune morts lors des conflits du XXe siècle,.

## Histoire
La commune décide la construction du monument le 13 juillet 1919. Le monument est inauguré le 12 novembre 1922. La statuaire est l'œuvre de Maxime Real del Sarte ; elle est réalisée par la fonderie Montagutelli.
Le monument aux morts est inscrit au titre des monuments historiques le 18 octobre 2018. Il fait partie d'un ensemble de 42 monuments aux morts de la région Occitanie protégés à cette date pour leur valeur architecturale, artistique ou historique.